# Атиш-Сумган
Атиш-Сумган, Атишсумган — підземний водоспад у Бєлорєцькому районі Башкортостану. Туристична пам'ятка на Південному Уралі. Висота — 6 м.

## Географія
Місце, де річка і після протікання по логу Атишська поляна впирається в скелі та йде під землю. Назва башкирського походження, перекладається як «Атиш пірнув» або «Атиш провалився».
Атиш-Сумган входить в атишську систему (у ній також печера Далека, Ніжна, Заповідна (Ведмежа), Верхня, Атишськая, Сифонна і Атиш — стародавні виходи струмка Атиш до русла р. Лемеза).
Місце входу струмка Атиш під землю (Атишсумган) на висоті 276 метрів, виходом водоспадом Атиш — 174 метри, таким чином перепад становить близько сотні метрів. Іноді водоспад Атиш, який є виходом на поверхню, що пішла в карст річки Атиш, також називають Атишсумган.